# Partizánske
Partizánske er en by i det vestlige Slovakiet, med et indbyggertal (pr. 2017) på ca. 24.000. Byen ligger i regionen Trenčín.
Det danske firma Velux har en fabrik i byen.

## Demografi

### Etnicitet
| Etnicitet  | Procentdel |
| ---------- | ---------- |
| Slovakkere | 97.62%     |
| Romaer     | 1.32%      |
| Tjekkere   | 0.69%      |
| Unganere   | 0.28%      |
| Polakker   | 0.06%      |
| Tyskere    | 0.03%      |

 Oversigten er opdateret til og med 2007

### Religion
| Religion     | Procentdel |
| ------------ | ---------- |
| Katolicisme  | 73.88%     |
| Ingen        | 18.07%     |
| Lutheranisme | 2.95%      |

 Oversigten er opdateret til og med 2007

## Venskabsbyer
- Valašské Meziříčí, Tjekkiet (siden 2014)[5]
- Benešov, Tjekkiet (siden 2016)
- Svit, Slovakiet (siden 2016)
- Otrokovice, Tjekkiet (siden 2016)
- Bajiná Bašta, Serbien (siden 2017)
- Vukovar, Kroatien (siden 2017)
- Krapkowice, Polen (siden 2017)